# گنجشکک اشی‌مشی
گنجشکک اشی مشی نام مَثلی ایرانی (احتمالاً با ریشه کازرونی) است که ابتدا پری زنگنه و بعد فرهاد مهراد ترانه‌ای بر اساس آن خوانده‌اند. آهنگ این کار از اسفندیار منفردزاده بود. این ترانه در فیلم گوزن‌ها اجرا شده‌است. داستان این متل سیاسی و اعتراضی بوده و در روایت‌های مختلفی منتشر شده‌است. روایت کازرونی این متل که ساخته شاعر و نویسنده کازرونی حسن حاتمی است برای چاپ به احمد شاملو سپرده می‌شود که با گویش تهرانی توسط احمد شاملو در سال ۱۳۴۰ منتشر شده‌است.

## متن ترانه
گنجشکک اشی مشی

لب بوم ما مشین

بارون میاد خیس میشی

برف میاد گوله میشی

میفتی توو حوض نقاشی
  
کی میگیره فراش باشی

کی میکشه قصاب باشی

کی میپزه آشپز باشی

کی میخوره حکیم باشی

- فراش باشی: کسی که جارو می کند.
- قصاب باشی: کسی که گوشت می‌فروشد.
- حکیم باشی: کسی که دارو درست می کند ولی منظور این آهنگ شخص پادشاه است بنابراین گاهی از "حاکم باشی" استفاده می‌شود.

## خلاصه داستان

### روایت کازرونی
گنجشککی سکه پولی پیدا می‌کند و پس از آنکه با جستجوی بسیار صاحب آن را نمی‌یابد با آن ماست می‌خرد و با پیرزنی که نان می‌پزد شریک می‌شود. پیرزن به او نارو می‌زند و گنجشکک نان پیرزن را می‌برد. با چوپانی شریک می‌شود و چوپان نیز به او نارو می‌زند. گنجشکک بره چوپان را به تلافی می‌دزدد. با تازه‌دامادی شریک می‌شود و باز هم نارو می‌خورد. گنجشکک عروس وی را می‌رباید و به لوطیان می‌دهد و در عوض تمبکی از آنان می‌گیرد. گنجشکک با تمبک خویش به قصر پادشاه رفته و شکایت به او می‌برد. پادشاه به فراشان دستور می‌دهد تا او را با تیر بزنند. تیرها به وی اصابت نمی‌کنند ولی او از ترس بیهوش شده و شاه او را می‌خورد. گنجشکک که در زندان نمور و تاریک شکم پادشاه به هوش می‌آید، موفق می‌شود از آنجا فرار کرده و آبروی پادشاه را نیز نزد همه ببرد و تنبک خود را بازپس گیرد. تمبک را به نزد لوطیان برده و عروس را بازپس می‌ستاند و با او زندگی می‌کند. بخشی از داستان از زبان نگهبانان پادشاه چنین است: «گنجشکک اشی‌مشی، لب بوم ما مشین، بارون میاد خیس می‌شی، برف میاد گولّه می‌شی می‌افتی تو حوض نقاشی، می‌گیرتت فراش باشی، می‌کشتت قصاب باشی، می‌پزتت آشپزباشی، می‌خورتت حاکم‌باشی.»

### روایت امروزین
گنجشکک اشی مشی از تاج شاه یاقوتی می‌دزدد تا به بچه‌هایش بدهد تا با آن بازی کنند. اما در میان راه آن را به پیرزنی می‌بخشد تا به زندگی‌اش سر و سامان بدهد. پس از آن گنجشکک به دزدی عیّارگونه جواهرات شاه و بخشش این جواهرات به مردم ادامه می‌دهد. او برای اینکه شناخته نشود هر بار خود را در حوض نقاشی به رنگی دیگر درمی‌آورد.

## نقد
به گفته حسن حاتمی، اشی مشی در گویش کازرونی مخفف «با شاه منشین» و به مفهوم کسی است که با شاه نمی‌نشیند و از حاکم و شاه و حکومت جانبداری نمی‌کند و طبع بالا و عزت نفس دارد. به گفته حامد هاتف داستان بار سیاسی و اعتراضی داشته و فرهاد مهراد نیز با جایگزین کردن کلمه «حاکم» به جای «حکیم» بر این بار سیاسی و اعتراضی افزوده‌است.
انتخاب یک پرنده آزاد به عنوان شخصیت اصلی داستان، رنگ به رنگ شدن و تغییر چهره او، تقابل رنگ‌هایی که گنجشکک خود را به آن می‌آمیزد (وجه مثبت رنگ‌ها) با رنگ‌های گوناگون جواهرات پادشاه (وجه منفی رنگ‌ها)، همگی از نکات برجسته داستان هستند.

## انتشار
در سال‌های اخیر کتاب‌های بسیاری این داستان را در روایت‌های گوناگون منتشر کرده‌اند. در سال ۱۳۴۰ این متل (با روایت کازرونی) در کتاب هفته کیهان به سردبیری احمد شاملو منتشر شد. احمد شاملو گویش کازرونی آن را به گویش تهرانی برگرداند.

## 
1. ↑  حاتمی، ۳۷.
2. ↑  خاتمی، ۳۷–۳۸.
3. ↑  هاتف، ۱۷.
4. ↑  خاتمی، ۳۸.
5. ↑  هاتف، ۱۶.
6. ↑  هاتف، ۱۷.
7. ↑  هاتف، ۱۷.
8. ↑  حاتمی، ۳۷.